# Mystropsychoda tansanica
Mystropsychoda tansanica är en tvåvingeart som beskrevs av Wagner och Andersen 2007. Mystropsychoda tansanica ingår i släktet Mystropsychoda och familjen fjärilsmyggor.
Artens utbredningsområde är Tanzania. Inga underarter finns listade i Catalogue of Life.